# Environnement en Mongolie
L'Environnement en Mongolie désigne l'ensemble des éléments - biotiques ou abiotiques - qui entourent un individu ou une espèce et dont certains contribuent directement à subvenir à ses besoins. Le pays est montagneux et composé principalement par la steppe eurasienne. Il est très peu densément peuplé mais est cependant victime de pollution urbaine, notamment dans sa capitale Oulan-Bator.

## Pollution urbaine

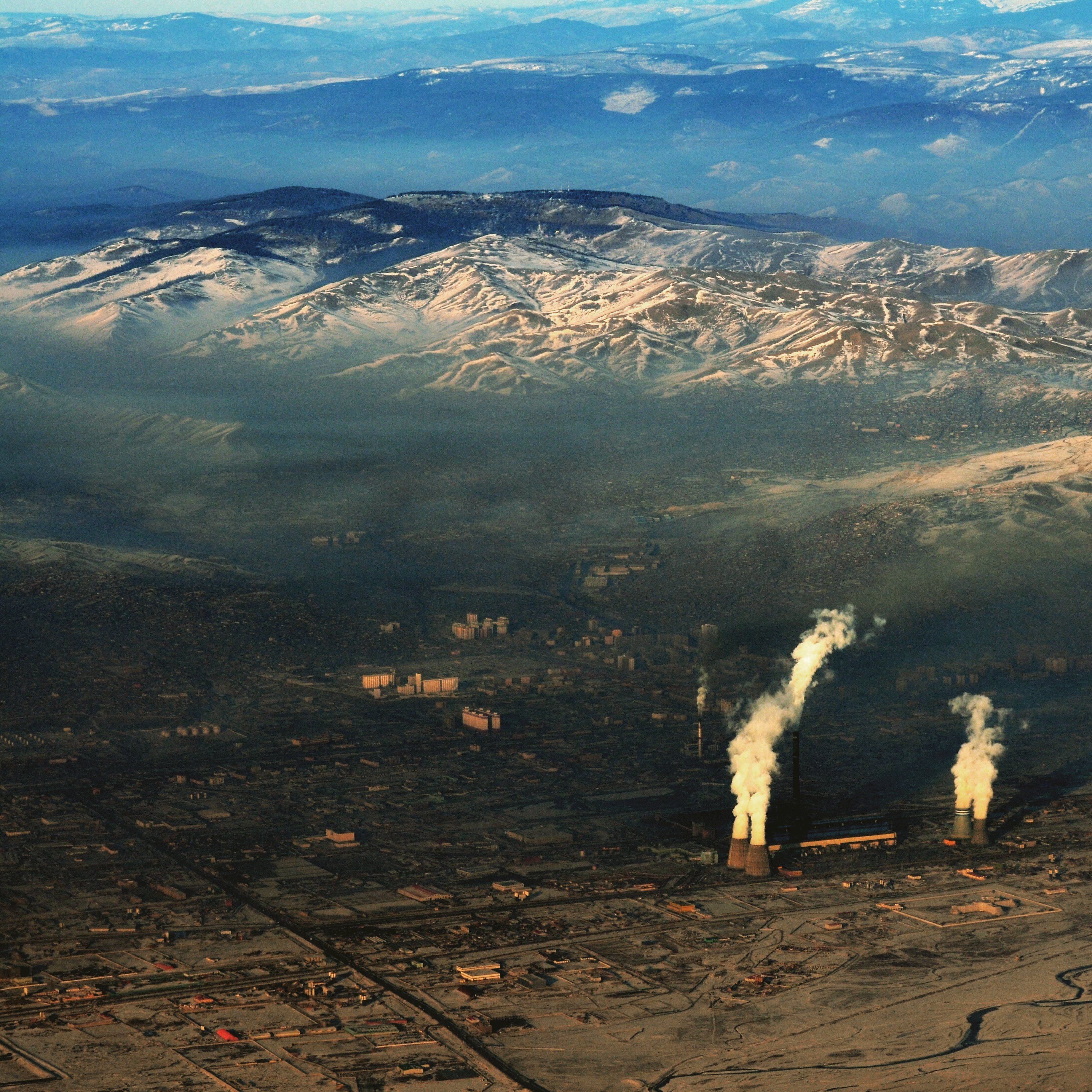
Une vue aérienne d'Oulan-Bator montrant la pollution de l'air.

La capitale Oulan-Bator abrite environ 1,3 million d'habitants, soit près de la moitié de la population mongole. La majorité des habitants de la ville vit dans des yourtes, dans des bidonvilles en périphérie de la ville, et se chauffe au charbon, alors que la température atteint régulièrement -40 °C en hiver. Trois centrales au charbon alimentent également la ville. La pollution urbaine est très importante, causant de nombreuses maladies. La pollution dépasse souvent cinq à six fois les seuils de l'OMS,,. On estime qu'à Oulan-Bator 10 % de la mortalité est due à la pollution urbaine,.

## Industrie minière
L'industrie minière occupe une part importante de l'économie mongole, mais est source de nuisances pour l'environnement : destruction de pâturages ou assèchement de rivières.

## Steppe

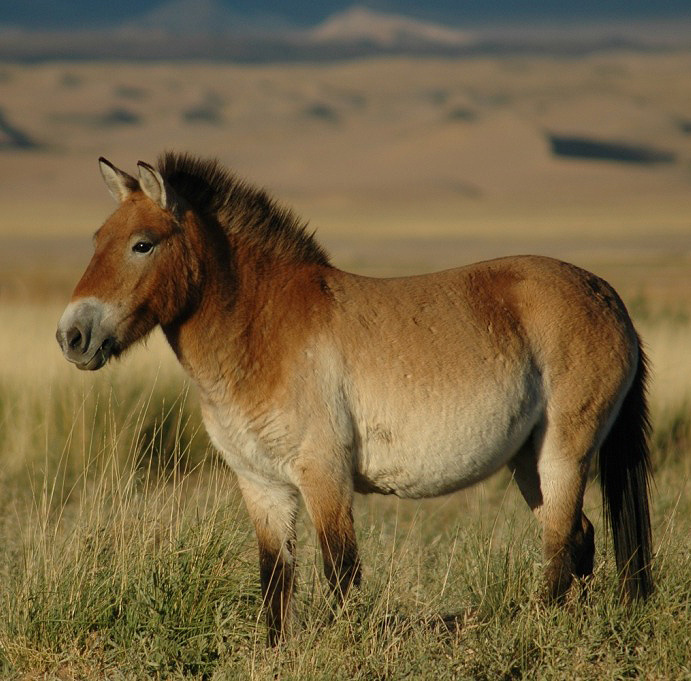
Un cheval de Przewalski réintroduit dans une réserve naturelle mongole.

Les pâturages de Mongolie sont victimes du changement climatique et du surpâturage.

## Biodiversité
Les animaux sauvages sont victimes de braconnage, et la population de nombreux animaux menacés d'extinction est en diminution. Le cheval de Przewalski, emblématique de la Mongolie, a été réintroduit.

## Parcs naturels
La Mongolie dispose de parcs naturels, notamment le Parc national de Gobi Gurvansaikhan, le Parc national Gorkhi-Terelj, l'Aire strictement protégée de Khan-Khentii.